# モンテギュー＝ル＝ブラン
モンテギュー＝ル＝ブラン （Montaigut-le-Blanc）は、フランス、オーヴェルニュ＝ローヌ＝アルプ地域圏、ピュイ＝ド＝ドーム県のコミューン。

## 地理

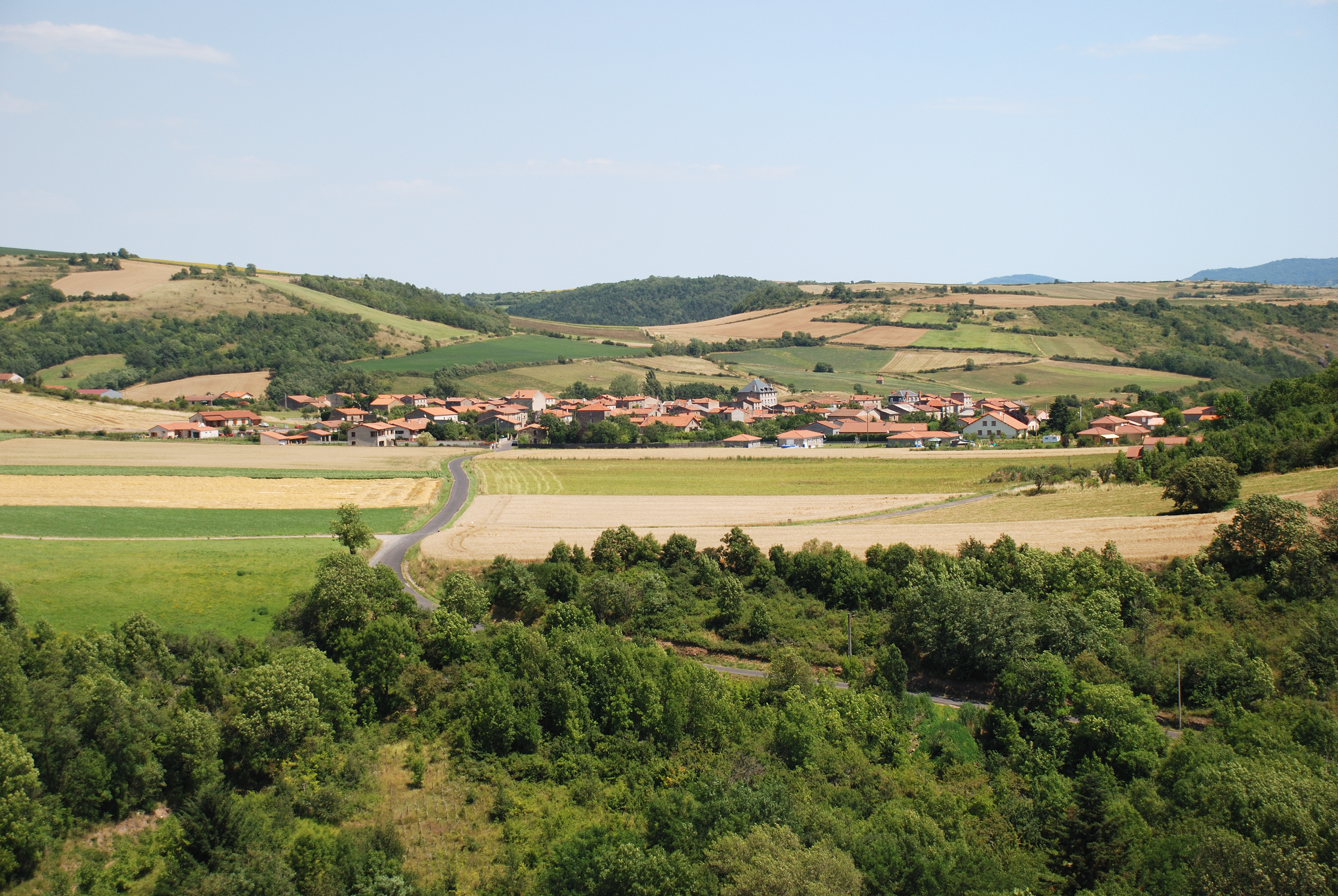
サン・ジュリアン村落

コミューンは県南部にあり、アリエ川の支流クーズ・シャンボン川が流れる。モンテギュー＝ル＝ブランの村落のほか、コミューンは5つの村落や集落であるサン・ジュリアン、レニャ、グルドン、シャズー、クードゥーで構成されている。
標高が最も低い地点はコミューンの東側、クーズ・シャンボン川がモンテギュー＝ル＝ブランを流れ出て隣のシャンペイへ向かう地点である。標高が最も高いのはコミューンの北西部、ピュイ・ド・グルドンである。クーズ・シャンボン川を見下ろす花崗岩の露頭の上にコミューンはあり、県道71号線、639号線、996号線の交差地点の上にある。コミューンは直線距離では、イソワールの西北西13km、ベス＝エ＝サンタナステーズの北東15kmのところにある。

## 歴史
地名によると、サン・ジュリアンの村落は、11世紀に城の建設中につくられたモンテギュー＝ル＝ブランよりも以前からあった。
モンテギュー＝ル＝ブランは城の暗い姿が支配的である。それは、1450年代につくられたギヨーム・ルヴェルの紋章に含まれたデザインによって証明されているように、印象的な中世の要塞である。モンテギュー家は強力な領主の家系で、オーヴェルニュのドーファン家の封土に城を所有していた。周囲をブドウ畑や果樹園で囲まれたコミューンは、南フランスの魅力を持っている。

## 人口統計
| 1962年 | 1968年 | 1975年 | 1982年 | 1990年 | 1999年 | 2006年 | 2012年 |
| ------ | ------ | ------ | ------ | ------ | ------ | ------ | ------ |
| 592    | 524    | 530    | 507    | 568    | 601    | 717    | 808    |

source=1999年までLdh/EHESS/Cassini、2004年以降INSEE

## 経済
商業と、工芸品製造が行われる。観光では、2軒のホテル、シャンブル・ドット（朝食付き民宿）、キャンプ場がある。

## 史跡
- 中世の城 - 歴史文化財[7]
- 中世の入り口 - 12世紀。歴史文化財[8]
- 教会のロマネスク様式の入り口。13世紀につくられた洗礼盤を収蔵。歴史文化財[9]
- グルドンのメンヒル
- サン・ジュリアン村落のカーヴ
- ロニョンの塔

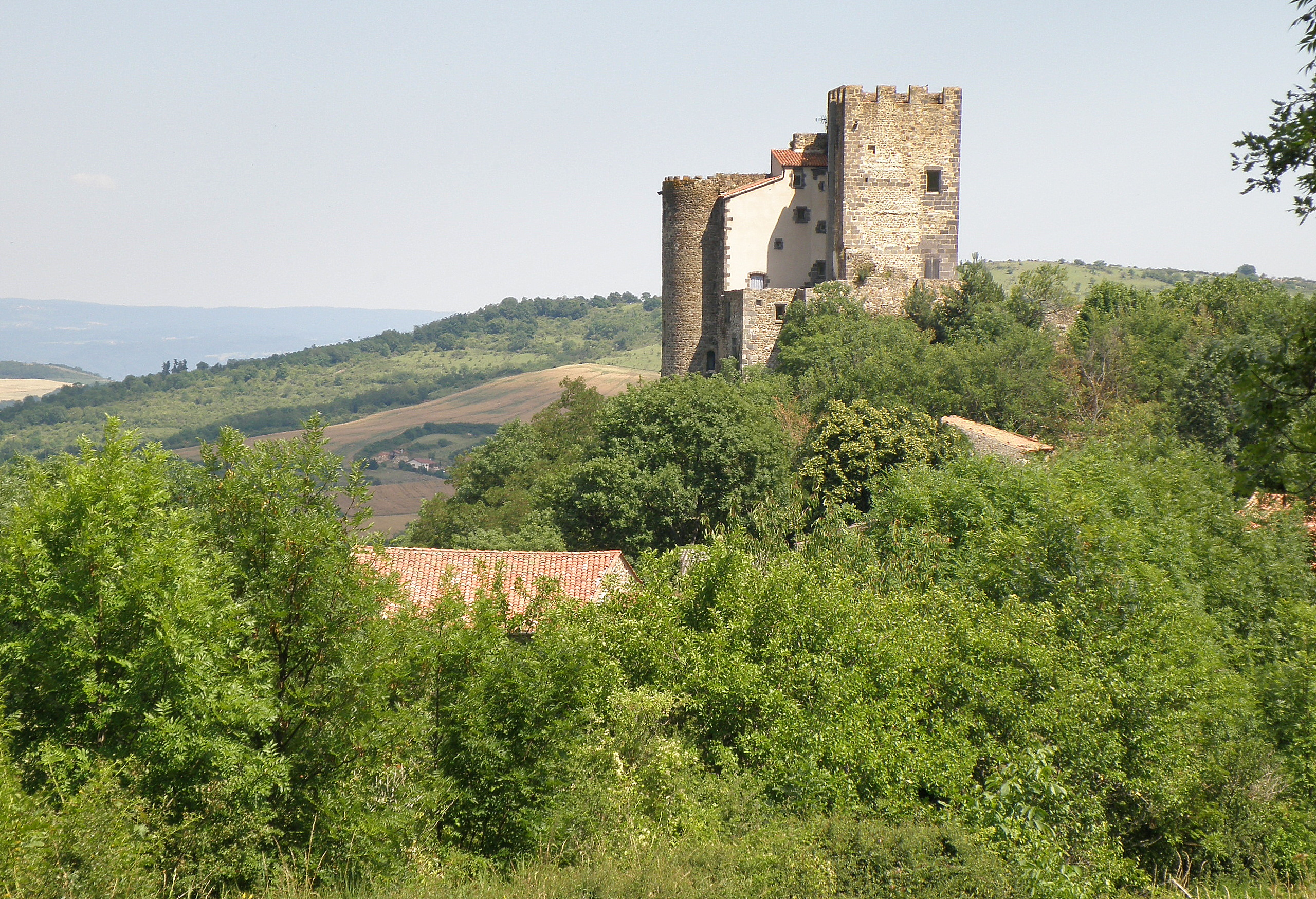
城
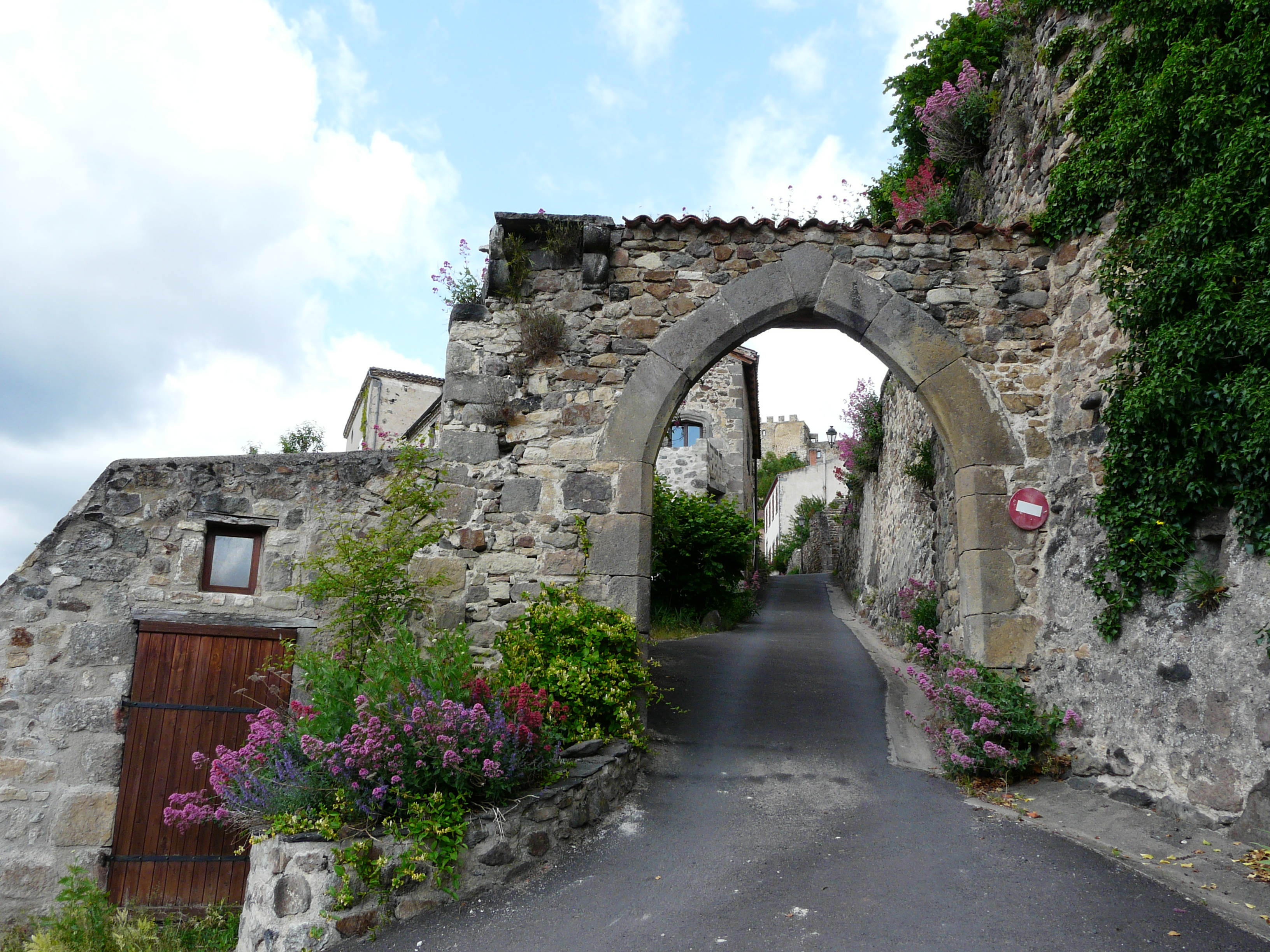
かつて村を取り巻いていた城壁の一部
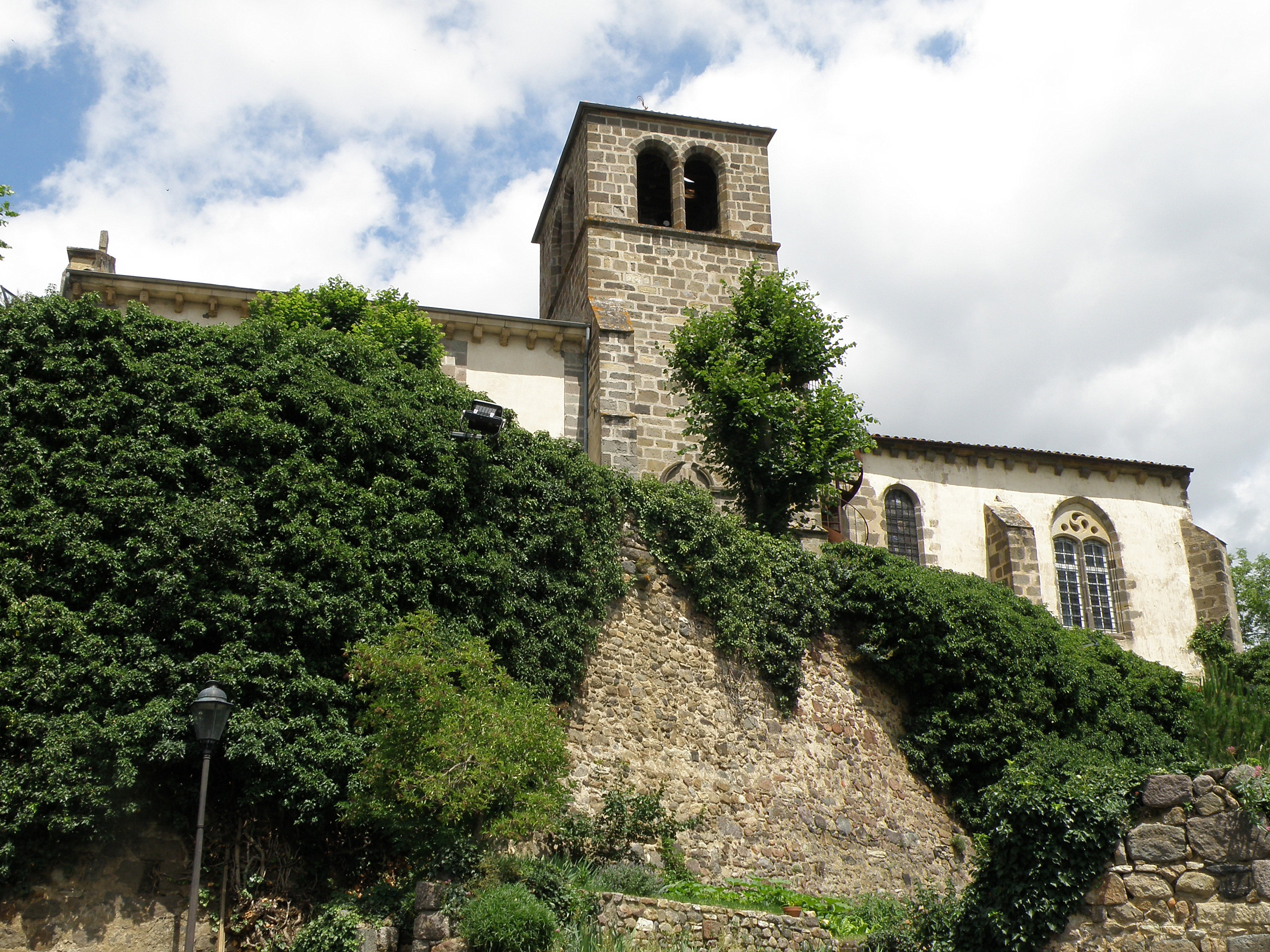
教会
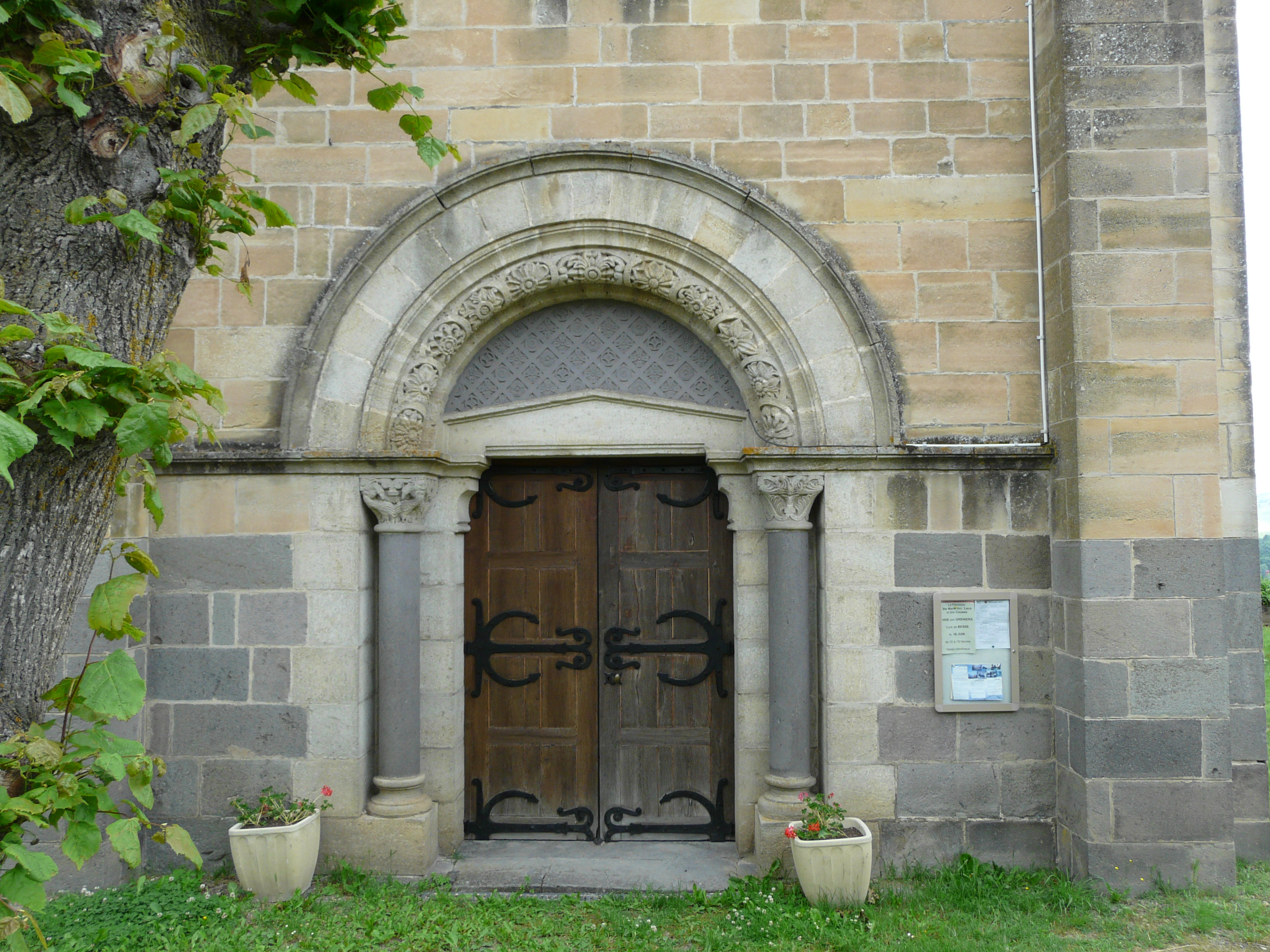
教会入り口
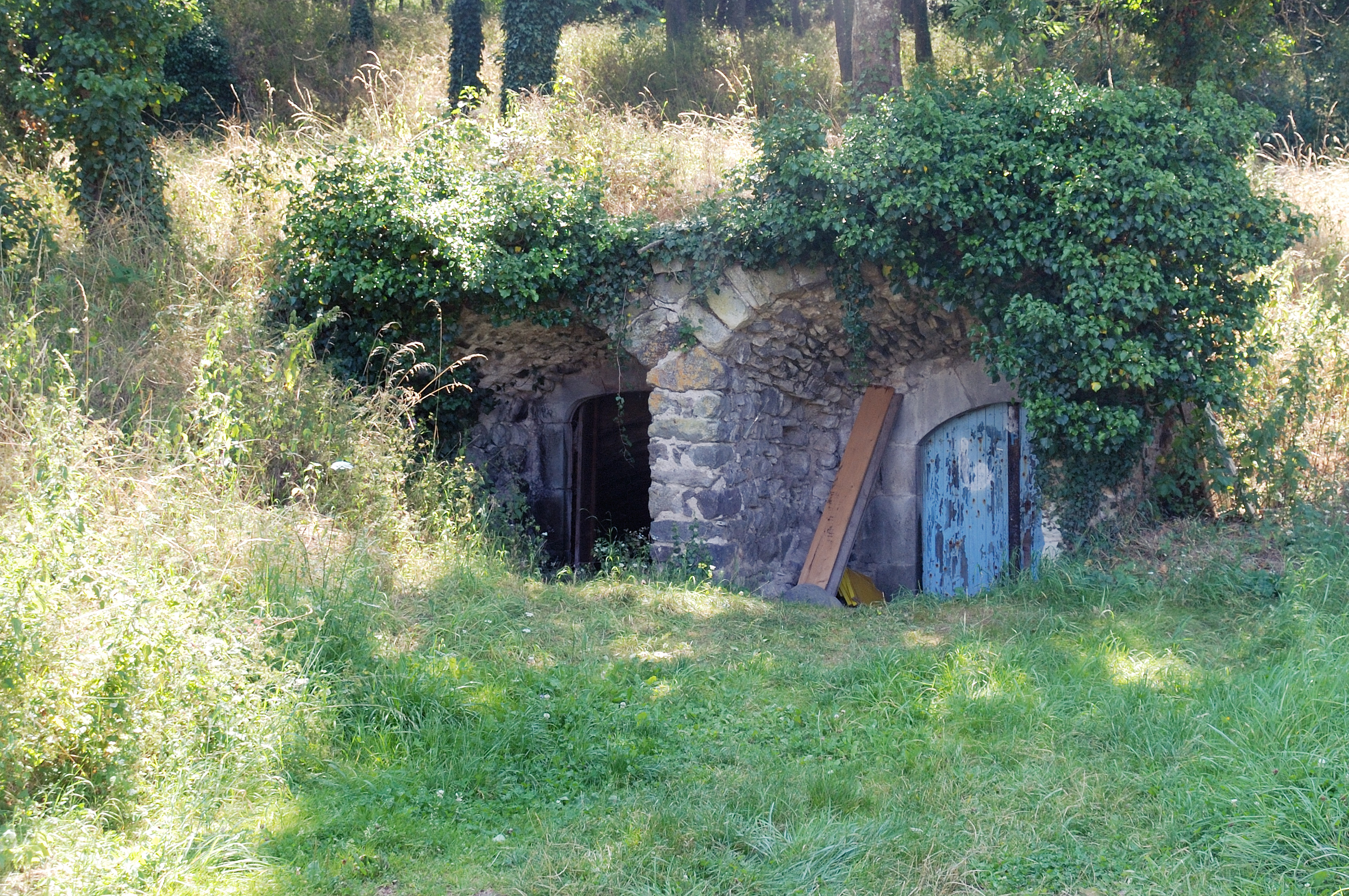
サン・ジュリアン村落のカーヴ